# Klenovec
Klenovec je slovenská obec v okrese Rimavská Sobota v historickém regionu Malohont na březích řeky  Klenovské Rimavy. Žije zde přibližně 3 000 obyvatel. Starostkou je Zlata Kaštanová.

## Historie
První písemná zmínka o Klenovci je z roku 1340 v darovací listině sedmihradského vévody Tomáše. Pobýval zde zbojník Tomáš Uhorčík a v roce 1713 tu byl zatčen Juraj Jánošík.

## Pamětihodnosti
Nejvýznamnější památkou je klasicistní evangelický kostel z roku 1787 s vnitřním vybavením ze 14. století a s barokní křtitelnicí z červeného mramoru.

## Osobnosti
- Narodil se zde Vladimír Mináč – slovenský prozaik, esejista, filmový scenárista a publicista.
- Jako baptistický kazatel zde působil Václav Čermák, který byl oceněn titulem Spravedlivý mezi národy, za úkrytí židovských rodin během Slovenského národního povstání.[3]